# Lestodiplosis quercina
Lestodiplosis quercina är en tvåvingeart som först beskrevs av Tavares 1922.  Lestodiplosis quercina ingår i släktet Lestodiplosis och familjen gallmyggor. Inga underarter finns listade i Catalogue of Life.